# Liu Dong
Liu Dong (chinês tradicional:刘东;  Jinzhou, 27 de dezembro de 1973) é uma ex-atleta chinesa, corredora de meio-fundo e campeã mundial dos 1500 metros em Stuttgart 1993. Campeã mundial junior no ano anterior em Seul 1992, ela mantém até hoje o recorde asiático para os 800 metros – 1:55.54 – estabelecido em Pequim em 1993.